# Proprietární formát
Proprietární formát je v informatice označení pro formát souboru, který obsahuje data organizovaná podle pravidel, která jsou tvůrcem tajena (firma, jednotlivec). Obsah souboru tak může být čten pomocí software nebo hardware, který též tvůrce vytvořil, ale nemohou být snadno čtena třetími stranami (bez použití reverzního inženýrství). Dokumentace proprietárního formátu je k dispozici pouze po podepsání NDA (Non-disclosure agreement). Proprietárním formátem může být i formát, jehož specifikace sice byla zveřejněna, ale přiložená licence znemožňuje jeho použití komukoliv jinému kromě původního tvůrce.
Opakem proprietárního formátu je otevřený formát, jehož popis je zveřejněn a může ho použít kdokoliv.

## Charakteristika
Proprietární formáty mají zajistiti tvůrci výhodu na trhu a nerušenou kontrolu nad specifikací. Může si vybrat nebo vyloučit pomocí licence spolupracovníky. Pro vynucení pravidel jsou používány patenty, licence, obchodní tajemství, softwarové patenty je zakazováno reverzní inženýrství (závislé na konkrétní právní úpravě v různých zemích).

## Prominentní proprietární formáty
Mezi proprietárními a otevřenými formáty nelze určit zcela jasnou hranici. Níže jsou uvedeny příklady proprietárních formátů, které někdo může částečně nebo zcela považovat za otevřené a naopak.

### Otevřené proprietární formáty
- AAC – otevřený standard, ale vlastněn pomocí licence[2]
- GEDCOM – otevřená specifikace pro výměnu dat genealogie, vlastník je Církev Ježíše Krista Svatých posledních dnů[zdroj?]
- MP3 – otevřený standard, ale v některých zemích krytý patenty[3]

### Uzavřené proprietární formáty
- CDR – (nedokumentovaný) nativní formát pro CorelDraw primárně určený pro vektorovou grafiku
- DWG – (nedokumentovaný) formát pro výkresy AutoCAD
- PSD – (dokumentovaný)[4] nativní formát pro Adobe Photoshop
- RAR – (částečně dokumentovaný) formát pro komprimované archivy, vlastník je Alexander L. Roshal[5]
- WMA – uzavřený formát, vlastněn firmou Microsoft[6]

### Kontroverzní
- RTF – formát pro formátovaný text (proprietární,[7][8][9][10] publikovaná specifikace, definoval a spravuje pouze Microsoft)
- SWF – formát pro Adobe Flash (původně uzavřený a nedokumentovaný, dnes částečně nebo zcela otevřený)
- XFA – Adobe XML Forms Architecture, používán v PDF souborech (specifikace publikována od Adobe, vyžadován ale nedokumentován v PDF ISO 32000-1 standardu; spravuje pouze Adobe)[11][12]
- ZIP – základní verze datové komprese a formátu archivů je public domain, ale novější verze mají patentované vlastnosti[13][14][15]

### Původně proprietární
- GIF – CompuServe's Graphics Interchange Format (bezplatná specifikace vyžaduje od implementátorů, aby zmínili CompuServe jako majitele formátu; kromě toho patenty, které kryly některé aspekty, byly drženy firmou Unisys do expirace v roce 2004)
- PDF – Adobe's Portable Document Format (otevřený od roku 2008 - ISO 32000-1), ale obsahuje některé nepostradatelné technologie, které jsou definovány a vlastněny Adobe a zůstávají proprietární (např. Adobe XML Forms Architecture, Adobe JavaScript).[16][17][18]
- DOC – Microsoft Word Document (původně uzavřený, nedokumentovaný, nyní pod Microsoft Open Specification Promise)
- XLS – formát souborů pro Microsoft Excel (původně uzavřený, nedokumentovaný, nyní pod Microsoft Open Specification Promise)
- PPT – formát souborů pro Microsoft PowerPoint Presentation (původně uzavřený, nedokumentovaný, nyní pod Microsoft Open Specification Promise)